# Amphibienlaichgebiete von nationaler Bedeutung im Kanton Graubünden
Hier sind alle Amphibienlaichgebiete von nationaler Bedeutung im Kanton Graubünden aufgelistet. Diese Amphibienlaichgebiete im Kanton Graubünden sind in der Schweiz durch Bundesverordnung geschützt und Teil des Bundesinventars der Amphibienlaichgebiete von nationaler Bedeutung (französisch Inventaire fédéral des sites de reproduction de batraciens d’importance nationale, italienisch Inventario federale dei siti di riproduzione di anfibi di importanza nazionale, romanisch Inventari federal dals territoris da frega d’amfibis d’impurtanza naziunala). Die Europäische Umweltagentur (European Environment Agency) koordiniert die Daten der europäischen Mitglieder. Die inventarisierten Amphibienlaichgebiete der Schweiz führen in der internationalen Datenbank den Code «CH05».

## IUCN-Kategorie
Die Amphibienlaichgebiete von nationaler Bedeutung in der Schweiz sind in der IUCN-Kategorie IV registriert. Diese umfasst Biotop- und Artenschutzgebiete mit einem Management, das ein gezieltes Monitoring und regelmässige Eingriffe zur Erhaltung des Schutzgebietes vorsieht, wie beispielsweise zur Verhinderung der Verbuschung und Verwaldung.

## Schutzziele
Ziel der Amphibienlaichgebiete-Verordnung (AlgV) ist der Artenschutz von Amphibien. Diese sind seit 1967 bundesrechtlich geschützt und gehören zu den am stärksten gefährdeten Artengruppen des Landes. Die Gebiete sind zudem offiziell ausgewiesene Schutzgebiete in Natur- und Landschaftsschutz. Die Aufstellung entspricht der Common Database on Designated Areas der Europäischen Umweltagentur (EEA). Die letzte Aufnahme eines Gebiets erfolgte 2017. Die nationale Quelle findet sich nach Kantonen sortiert im PDF-Format für jedes einzelne Objekt beim Bundesamt für Umwelt (BAFU). Die ZIP-Datei ist downloadbar.

## Liste der Amphibienlaichgebiete
| Objekt (Swisstopo) | Gebietsname Lokalität  | Standort- gemeinde(n)        | CDDA- Sitecode    | Fläche in ha                | Koordinate                                | Jahr der Ausweisung                       | Bild                                      |
| ------------------ | ---------------------- | ---------------------------- | ----------------- | --------------------------- | ----------------------------------------- | ----------------------------------------- | ----------------------------------------- |
| GR37               | Flaz Golfweiher        | Celerina/Schlarigna, Samedan | 555596976         | 38,97                       | ⊙                                         | 2001, rev. 2017                           | Bild gesucht BW                           |
| GR43               | Palüds-Agnas           | Bever                        | 347444            | 7,11                        | ⊙                                         | 2001                                      | Bild gesucht BW                           |
| GR82               | Cavloc                 | Bregaglia                    | 348010            | 36,59                       | ⊙                                         | 2001                                      | Bild gesucht BW                           |
| GR102              | Lais da Pesch          | Scuol                        | 347435            | 0,88                        | ⊙                                         | 2001                                      | Bild gesucht BW                           |
| GR106              | Lai da Tarasp          | Scuol                        | 347461            | 7,17                        | ⊙                                         | 2001                                      | Bild gesucht BW                           |
| GR111              | Duigls                 | Scuol                        | 347420            | 5,73                        | ⊙                                         | 2001                                      | Bild gesucht BW                           |
| GR118              | Plan da Chomps         | Valsot                       | 347447            | 5,30                        | ⊙                                         | 2001                                      | Bild gesucht BW                           |
| GR120              | Craistas               | Valsot                       | 347448            | 1,79                        | ⊙                                         | 2001                                      | Bild gesucht BW                           |
| GR121              | Ischlas da Strada      | Valsot                       | 347449            | 28,48                       | ⊙                                         | 2003                                      | Bild gesucht BW                           |
| GR129              | Lai da Juata           | Val Müstair                  | 347450            | 1,99                        | ⊙                                         | 2001                                      | Bild gesucht BW                           |
| GR140              | Lai da Valpaschun      | Val Müstair                  | 347451            | 1,67                        | ⊙                                         | 2001                                      | Bild gesucht BW                           |
| GR141              | Plaun Schumpeder       | Val Müstair                  | 347462            | 1,52                        | ⊙                                         | 2001                                      | Bild gesucht BW                           |
| GR143              | Schler dal Podestà     | Val Müstair                  | 347453            | 2,25                        | ⊙                                         | 2001                                      | Bild gesucht BW                           |
| GR151              | Rutisc Tonghi          | Poschiavo                    | 347445            | 3,19                        | ⊙                                         | 2001                                      | Bild gesucht BW                           |
| GR159              | Crest’Ota              | Albula/Alvra                 | 347455            | 0,58                        | ⊙                                         | 2001                                      | Bild gesucht BW                           |
| GR251              | Pian di Alne           | Calanca, Rossa               | 347456            | 42,12                       | ⊙                                         | 2001                                      | Bild gesucht BW                           |
| GR310              | Ils Lags Alp Ramosa    | Lumnezia                     | 347457            | 0,80                        | ⊙                                         | 2001                                      | Bild gesucht BW                           |
| GR319              | Ogna da Pardiala       | Waltensburg/Vuorz            | 347458            | 13,84                       | ⊙                                         | 2001                                      | Bild gesucht BW                           |
| GR325              | Plaun da Foppas        | Ilanz/Glion                  | 347459            | 18,38                       | ⊙                                         | 2001                                      | Bild gesucht BW                           |
| GR338              | Lag digl Oberst        | Laax                         | 347460            | 28,43                       | ⊙                                         | 2001                                      | Bild gesucht BW                           |
| GR339              | Liger Alp Falätscha    | Safiental                    | 347437            | 3,08                        | ⊙                                         | 2001                                      | Bild gesucht BW                           |
| GR361              | Malixer Alp            | Churwalden                   | 347454            | 0,48                        | ⊙                                         | 2001                                      | Bild gesucht BW                           |
| GR386              | Siechenstuden          | Jenins, Maienfeld            | 347452            | 9,08                        | ⊙                                         | 2001                                      | Bild gesucht BW                           |
| GR391              | Isla                   | Landquart                    | 347429            | 13,08                       | ⊙                                         | 2003                                      | Bild gesucht BW                           |
| GR392              | Ellwald                | Fläsch                       | 347430            | 35,95                       | ⊙                                         | 2001                                      | Bild gesucht BW                           |
| GR395              | Zizerser Gumpen        | Trimmis, Zizers              | 347431            | 17,43                       | ⊙                                         | 2001                                      | Bild gesucht BW                           |
| GR396              | Girsch                 | Tamins                       | 347432            | 14,10                       | ⊙                                         | 2003                                      | Bild gesucht BW                           |
| GR397              | Bregl                  | Bonaduz, Domat/Ems, Rhäzüns  | 347433            | 10,49                       | ⊙                                         | 2001                                      | Bild gesucht BW                           |
| GR400              | Dunkeläuli             | Malans                       | 555596977         | 0,57                        | ⊙                                         | 2017                                      | Bild gesucht BW                           |
| GR412              | Länder                 | Maienfeld                    | 347434            | 10,70                       | ⊙                                         | 2003                                      | Bild gesucht BW                           |
| GR442              | Alp da Razen           | Rhäzüns                      | 347436            | 0,39                        | ⊙                                         | 2001                                      | Bild gesucht BW                           |
| GR457              | Pro Niev               | Domleschg                    | 347428            | 3,38                        | ⊙                                         | 2001                                      | Bild gesucht BW                           |
| GR470              | Sayser See             | Trimmis                      | 347438            | 4,04                        | ⊙                                         | 2001                                      | Bild gesucht BW                           |
| GR567              | Punt Planet            | Val Müstair                  | 347439            | 0,75                        | ⊙                                         | 2001                                      | Bild gesucht BW                           |
| GR568              | Flin                   | S-chanf                      | 347440            | 2,82                        | ⊙                                         | 2001                                      | Bild gesucht BW                           |
| GR569              | Lag Miert              | Cazis, Rhäzüns               | 347441            | 0,74                        | ⊙                                         | 2001                                      | Bild gesucht BW                           |
| GR570              | Tola                   | Fläsch                       | 347442            | 17,62                       | ⊙                                         | 2001, rev. 2017                           | Bild gesucht BW                           |
| GR572              | Fröschaboda Val Madris | Bregaglia                    | 347443            | 19,65                       | ⊙                                         | 2001                                      | Bild gesucht BW                           |
| GR591              | Neugüeter              | Maienfeld                    | 347342            | 2,94                        | ⊙                                         | 2001                                      | Bild gesucht BW                           |
| TI16               | Isola Sgraver          | GR: San Vittore TI: Lumino   | 348230            | 22,20 (GR: 11,10 TI: 11,10) | ⊙                                         | 2001                                      | Bild gesucht BW                           |
| 40                 | Objekte insgesamt      | Objekte insgesamt            | Objekte insgesamt | 436,28                      | ha Gesamtfläche der Amphibienlaichgebiete | ha Gesamtfläche der Amphibienlaichgebiete | ha Gesamtfläche der Amphibienlaichgebiete |

## Belege
1. ↑  Designation type: Bundesinventar der Amphibienlaichgebiete von nationaler Bedeutung. European Environment Agency, abgerufen am 10. November 2022.
2. ↑  CDDA-Datenbank
3. ↑  Amphibienlaichgebiete-Inventar: Objektbeschreibungen. In: BAFU: Bundesamt für Umwelt. 2017, abgerufen am 31. August 2022.

- Karte mit allen Koordinaten:
- OSM |
- WikiMap